# Кенго Кума
Кенго Кума (на японски: 隈 研吾) е японски архитект.

## Биография
Роден е на 8 август 1954 г. в Йокохама. През 1979 г. завършва архитектура в Токийския университет, през 1985 – 1986 г. специализира в Колумбийския университет, а през 2008 г. защитава и докторат в Университета „Кейо“. Междувременно проектира и през 1990 г. основава собствено бюро, което през следващите десетилетия се налага като едно от водещите в света с клонове в Пекин, Шанхай и Париж. Преподава в Токийския и Колумбийския университет и в Университета „Кейо“, пише теоретични трудове. Известен е с редица обществени сгради, сред които завършения през 2019 г. Японски национален стадион.